# Storulvåns fjällstation

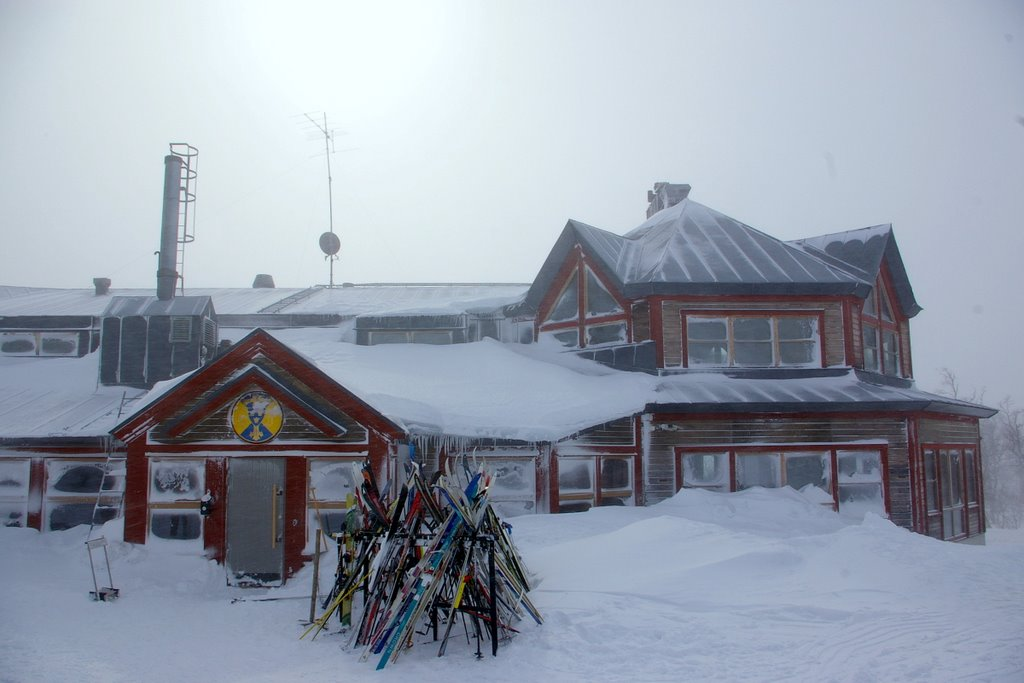
Storulvåns fjällstation

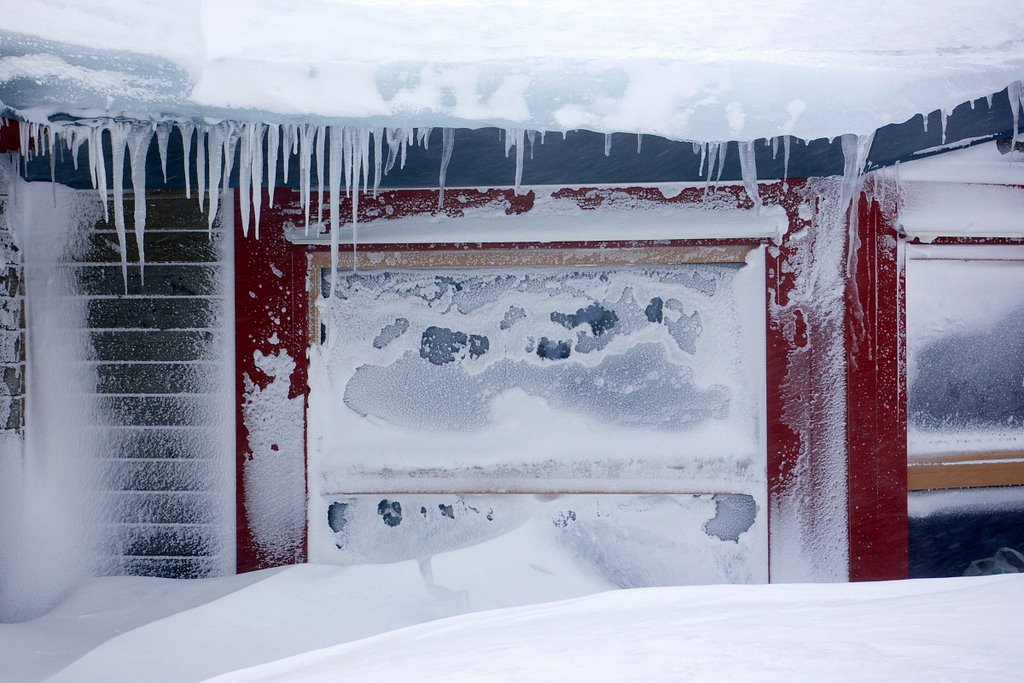
Vinter på Storulvåns fjällstation

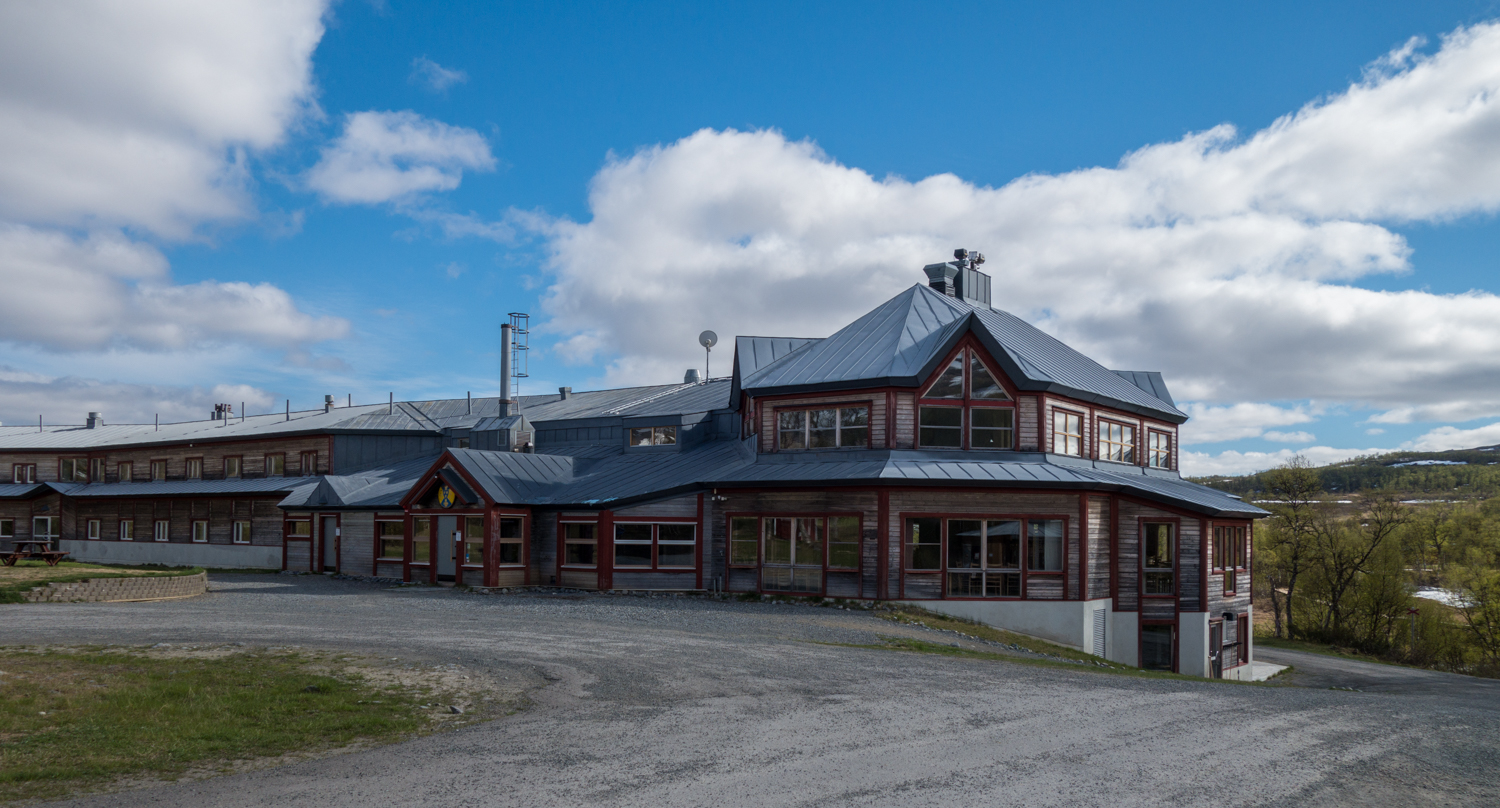
Storulvåns fjällstation under sommaren

Storulvåns fjällstation är en fjällanläggning i Undersåkers socken i Åre kommun i västra Jämtland, tillhörande Svenska Turistföreningen (STF). Den första byggnaden uppfördes år 1900 som en vilostation på stigen från Handöl till Sylarna. Storulvåns fjällstation har 148 bäddar samt självhushåll i närheten av huvudbyggnaden. Fjällstationen ligger alldeles intill Stor-Ulvån som den fått sitt namn från.
Idag finns, förutom boende och restaurang, bland annat bastu samt Skandinaviens högsta inomhusklätterklippa i natursten. 

## Vandringsleder
Anläggningen är en utgångspunkt för många typer av vandringar/dagturer och enklare utflykter i närområdet.
Den mest kända kallas Jämtlandstriangeln och går mellan de tre stationerna (Storulvån-Sylarna-Blåhammaren) i valfri riktning. Denna kan utföras både med skidor på vintern och till fots på sommaren. 
Fjällstationen ligger alldeles i närheten av flera berg som man kan bestiga som en dagstur. Dessa är bland annat Getryggen, Tväråklumparna och berget Mettjeburretjakke, där det även finns möjlighet att gå ner i en urbergsgrotta på cirka 1000 meters höjd.